# エバーグリーン (漫画)
『エバーグリーン』（EVER GREEN）は、原作・竹宮ゆゆこ、作画・カスカベアキラによる日本の漫画作品。『電撃大王ジェネシス』にて2011年7月発売2011年Vol.3から連載開始し、第10話より『月刊コミック電撃大王』に連載を移した。単行本は電撃コミックスから発刊。当初は隔月連載だったが、2014年秋頃からは毎月連載になった。
同じアスキー・メディアワークス系列である電撃文庫ライトノベルで『とらドラ!』『ゴールデンタイム』などの人気作を手掛けてきた作家・竹宮ゆゆこによる初の漫画原作作品となる。竹宮が得意とする学園ラブコメ・三角関係といった作風は今作でもいかんなく発揮されており、同じ雑誌で連載されているコミカライズ版『とらドラ!』や『ゴールデンタイム』とはコラボレーション企画も行われている。

## 物語
西高まんが部の部長を務める高校生・吉松穂高には、放課後の部室から見える校内プールで活動している水泳部の女生徒・阿波谷仁希という憧れの女性がいた。意外にも仁希もかねてより穂高に関心を寄せており、互いの仲は急速に接近していく。しかしまんが部の部員である蘇我俊介や日立温の恋模様も絡み合い、穂高の周囲の人間関係は一筋縄ではいかない状況になっていく。
一方穂高は、父方の祖母の病状が芳しくないという知らせを機に、亡父との思い出と向き合うことを迫られていく。そしてそこにも阿波谷仁希の影がちらついているのであったが、穂高はそれをまだ知らない。

## 登場人物
吉松 穂高（よしまつ ほたか）
本作の主人公。西高の2年生で、漫画部の部長を務める。
過去に起因するコンプレックスからいまいち自分に自信の持てない男子学生。平常時は小粋なジョークを飛ばしたり、友人や後輩たちと明るく接するなど至って普通の生活を送っているが、想いを寄せている阿波谷仁希に対しては遠目に眺めるだけで自分から話しかけることもできずにいた。漫画部の数少ない活動実績である部誌は現状ほぼ穂高の個人誌となっており、部内でもまともに活動しているのは穂高と日立温の2人となっている。
6歳の時に父親を心臓病で早世しており、家族構成は母と母方の祖母の3人。自身も幼少期に心臓病の手術を受けており、今でも胸部に手術痕が残っている。親しい友人たちはそのことを知っているが、穂高にとっては「弱い父親」とそれに連なる「弱い自分」を想起させることで忌み嫌っている。また生前の父親との思い出を秘める一方で、父の没後に母が言った「なんて弱い人」という言葉が強烈なコンプレックスになっている。また「狐の面を被った幼い和装の少女にナイフで胸を突かれる」という悪夢に長年悩まされている。
阿波谷仁希とは一方的に面識があるだけと思い込んでいたが、水泳の実技試験の際に仁希からの大胆なアプローチを受けた末、友人関係となる。一時は仁希と蘇我俊介との関係に悩まされたものの、アプローチを続けた結果晴れて相思相愛の関係となる。亡父の家族とは父の没後は疎遠になっていたが、入院中の祖母が穂高に会いたがっているという報を受けて祖母と再会し、生前に父と行ったことのある「山の家」の鍵を託される。
阿波谷 仁希（あわや にき）
本作のヒロイン。西高の2年生で、水泳部に所属している。
容姿端麗で明朗快活、人当たりも良いが竹を割ったような気の強いところもあるという少し変わった女子学生。水泳部ではエースと称されている部内の中心的人物で、走力や背筋力に優れるなど運動神経は高い。一方で夏休みの補習対象者に選ばれるなど、学業成績はあまり芳しくない。「ニャンアザラシ」というゆるキャラのストラップを愛用している。「あわや」という苗字を見た穂高の祖母は何か思い当たる節を持っていた。
穂高と同様、自らも父親を亡くしている。穂高の憧れの人であったが、実は仁希も偶然手に取った穂高の書いた、「父」についての漫画コラムを読んで以来穂高に強い関心を寄せており、部誌を定期的に読んでいる非常に貴重な読者であった。互いに面識のないままであったが、穂高の水泳実技試験に偶然居合わせた際に衝動的に穂高に抱きついてしまい、それをきっかけに友人関係となる。その後は一時、日立温と穂高の親密な関係にショックを受けて疎遠になりかけるものの、それが自らの想いを自覚するきっかけとなって穂高に告白し、相思相愛の関係となった。温については当初は警戒していたものの、それを察した温の機転によって態度を軟化させた。
日立 温（ひたち おん）
西高の1年生で、漫画部の副部長。通称「温ちゃん」。
長い髪を後ろで結い、眼鏡をかけているなどといかにも優等生のような風貌の少女。実際に数少ない漫画部の活動を行っているなど真面目な性格だが、テンションの浮き沈みの激しい穂高やよくちょっかいを仕掛けてくる蘇我に対して強烈なツッコミを入れるなど、砕けたところのある性格もしている。穂高にとっては可愛い後輩であり、また自身も穂高を頼れる先輩として見ているため両者の関係は極めて親密といえる。眼鏡を使用こそしているものの、かけずに外出していたりと極端に視力が悪いわけではない。穂高からは漫画部の次期部長と目されている。
入学当初、蘇我が女生徒に振られている現場に遭遇して以来、振られてもまるで意に介していないかのような表情でいる蘇我に興味を持ってきた。蘇我とはボケ・ツッコミの関係で普段は微笑ましいどつき合いをしているが、蘇我の態度がおかしくなってより関係が悪化し、思い切って告白するものの本気にされずにあしらわれてしまった。仁希と付き合うことになった穂高のことは微笑ましくも羨ましく思っており、誰よりもその関係を応援している。
蘇我 俊介（そが しゅんすけ）
西高の2年生で、穂高のクラスメイト。漫画部に所属。
ルックスの冴えるいわゆるイケメンで、性格も女性受けするような少しチャラいものであるため女子生徒に非常にモテる。そして自身も女好きであるような言動が目立つ。一方で恋人を作っては短期間のうちにすぐフラれるというサイクルを繰り返しており、陰で悪いうわさもたてられたりしている。まんが部に所属こそしているものの活動にはほとんど参加しておらず、穂高や温とつるんだりしている。
恋人にフラれたり殴られたりしても動じないその所作と眼つきは、日立温から「感情ないのか」と思われるほど。蘇我も温については憎からず思っており「可愛くない」と言いながらも普段はちょっかいをかけたりしている。しかし「温は穂高のことが好き」という思い違いをしてしまい、穂高と仁希が接近してから次第に情緒不安定になっていき、穂高が仁希と会っていることを苦々しく思ったり、仁希に喧嘩腰になったりとあくまで蘇我像の温が幸せになることを望んでいる。それを察した温から告白を受けるものの信じず、温との関係は冷え込んでしまっている。
菅生 美久（すごう みく）
西高の2年生で、穂高のクラスメイト。
いわゆるギャル系の、声が大きいタイプの女子生徒。左目の下に泣き黒子がある。クラス内のスクールカーストで上位層のグループの中心的人物であり、他人に対しては噛みつきがちな態度を取るような勝気なところがあるため、穂高や鮭井たちからは少し恐れられている。いわゆる「蘇我ガールズ」の1人であり、蘇我に思いを寄せている。一時「阿波谷仁希は、穂高の好意を利用して友人関係にある蘇我に接近しようとしていた」と思い込んで仲間と共に仁希に脅しをかけたことがあったが、仲間ともども返り討ちに遭ってしまい以後ちょっとしたトラウマになっている。
鮭井（さけい）
西高の2年生で、穂高のクラスメイト。通称「シャケ」。
明るく少し能天気なところのある穂高や蘇我の友人。女っ気がない自分のことを少し悲観しており、蘇我に嫉妬することもある。美人で知られる仁希はもちろん、穂高や蘇我の伝手で知り合った温に対していい感情を抱いている。
穂高の母
息子の穂高と母の3人でマンションに暮らしている。会社務め。一見、しっかり者だが穂高と同じく動揺しがちなところもある。亡夫に対しては「弱い人」「死に逃げ」と非常に否定的な感情が渦巻いており、義実家との関係は完全に冷え込んでいる。
穂高の祖母
穂高にとっては母方の祖母にあたる。会社員の娘と学生の孫と同居しているため、事実上家事全般を取り仕切っている。性格は温和でまだまだ体調も健康。娘の夫方の家族とはやはり疎遠になっている。
鶴岡 すな子（つるおか すなこ）
穂高の父方の祖母。幼い頃の穂高には母方の祖母と区別をつけるため「婆やん」と呼ばれており、自身も穂高のことは「ほーた」と呼んでいた。現在は入院生活を送っており、近日は認知症も患い始めて病状が悪化しつつあった。息子が早世したことについては悔いることもあったようで、穂高に謝罪の言葉を口にしている。息子が管理していた「山の家」の鍵を所持しており、2つある鍵の内の1つを穂高に譲渡した。

## 単行本
- 原作：竹宮ゆゆこ・作画：カスカベアキラ 『エバーグリーン』 アスキー・メディアワークス〈電撃コミックス〉、全4巻
  1. 2012年5月26日初版発行 ISBN 978-4-04-886645-3
  2. 2013年3月27日初版発行 ISBN 978-4-04-891462-8
  3. 2014年1月27日初版発行 ISBN 978-4-04-866237-6
  4. 2015年5月27日初版発行 ISBN 978-4-04-869133-8